# Politikens filmjournal 101
|  | Denne artikel er oprettet af botten Steenthbot ud fra en ekstern database. Den kan derfor have sproglige fejl eller mangler. Denne skabelon kan fjernes efter kontrol af indholdet. |

Politikens filmjournal 101 er en dansk dokumentarisk optagelse fra 1951.

## Handling
1) Korea: Forhandlinger i Kaesong om en våbenstilstand i Koreakrigen genoptages.

2) Marskal Philippe Pétain død (ses i optagelser fra 1943).

3) Kæmpefærgen "St. Germain", der er bygget til de franske statsbaner på Helsingør Skibsvæft, overdrages ved en reception.

4) Ildregatta i Præstø i anledning af turistforeningens 25 års jubilæum indledes med knallertløb. Festfyrværkeri om aftenen sætter punktum for dagen.

5) Cirkusbjørnen Max fra Cirkus Schumann i Tivoli. Max prøver karrusellerne og får sig en sodavand.

6) USA: Oversvømmelseskatastrofe i Kansas og Missouri. Præsident Truman besigtiger skaderne fra fly.

7) Tenniskamp mellem Tyskland og Italien i Davis Cup-turneringen. Inden kampstart fjernes vand på banen med brændende benzin. Tyskland vinder kampen.